# Odontothera virescens
Odontothera virescens là một loài bướm đêm trong họ Geometridae.